# Beaussault
Beaussault település Franciaországban, Seine-Maritime megyében. Lakosainak száma 411 fő (2022. január 1.). Beaussault Compainville, Conteville, Flamets-Frétils, Gaillefontaine, Mesnil-Mauger és Nesle-Hodeng községekkel határos.

## Népesség
A település népességének változása:
| Lakosok száma | 415  | 412  | 411  | 410  | 411  | 413  | 412  | 411  |
|               | 2013 | 2015 | 2017 | 2018 | 2019 | 2020 | 2021 | 2022 |